# Mysidia glauca
Mysidia glauca är en insektsart som beskrevs av William Lucas Distant 1907. Mysidia glauca ingår i släktet Mysidia och familjen Derbidae. Inga underarter finns listade i Catalogue of Life.